# Ломбардо, Андреа
Андреа Даниеле Ломбардо (англ. Andrea Daniele Lombardo; род. 23 мая 1987, Норт-Йорк) — канадский футболист итальянского происхождения.

## Карьера

### Клубная
Ломбардо — воспитанник школы итальянской «Аталанты», выступал там с 2004 года. С 2005 по 2006 годы находился в аренде сначала у «Перуджи», а потом у «Риети». В 2007 году перешёл в «Торонто», в составе которого сыграл два сезона в MLS. Сыграл также четыре матча за команду Университета Йорка «Йорк Лайонз», однако результаты его выступлений не были засчитаны, поскольку он был спортсменом-профессионалом. Андреа вернулся в команду лишь в сезоне 2009/2010. В январе 2009 года его ошибочно назвали игроком австралийского клуба «Уиттлси Зебрас», перепутав с полным тёзкой, недавно подписавшим контракт с австралийцами. 28 апреля 2010 Андреа подписал однолетний контракт с клубом «Торонто Португал», продлив его потом ещё на один год. По окончании сезона 2011/12 он объявил об уходе из футбола, окончил университет и остался там работать, в 2017 году был ассистентом тренера университетской команды.

### В сборной
В составе сборной Канады по футболу Андреа сыграл на чемпионате мира 2005 года среди юношей до 17 лет и чемпионате мира 2007 года среди юношей до 20 лет (этот чемпионат был домашним). В сборные Канады или Италии он не призывался.